# パラトルエンスルホン酸ピリジニウム
p-トルエンスルホン酸ピリジニウム (pyridinium p-toluenesulfonate、ピリジニウムパラトルエンスルホナート) とは、ピリジンとp-トルエンスルホン酸から成る塩のこと。PPTS と略称される。無色の結晶。CAS登録番号は [24057-28-1]。
宮下正昭らによって開発され、テトラヒドロピラニル基 (THP) の脱保護に有用であることが1977年に報告された。

## 用途
有機合成化学において、有機溶媒に溶ける弱酸として触媒の用途に用いられる。 例えば、シリル基やテトラヒドロピラニル基の脱保護の際、基質が酸に対して不安定でp-トルエンスルホン酸などが使用できない場合、PPTSが選択される。